# IceHogs de Rockford
Les IceHogs de Rockford sont une franchise professionnelle de hockey sur glace de la Ligue américaine de hockey en Amérique du Nord.

## Histoire
Créés en 1999 dans la United Hockey League, les IceHogs s'engagèrent en 2007 en LAH après avoir remporté la coupe Coloniale remise au vainqueur des séries éliminatoires de la UHL.

Pour leur première participation dans la LAH, ils terminèrent 2e de leur division, se qualifiant ainsi pour les séries éliminatoires.

## Statistiques
| Saison    | PJ | V  | D  | DP | DTB | BP  | BC  | Pts | Classement              | Séries éliminatoires                                           |
| --------- | -- | -- | -- | -- | --- | --- | --- | --- | ----------------------- | -------------------------------------------------------------- |
| 2007-2008 | 80 | 44 | 26 | 4  | 6   | 247 | 231 | 98  | 2e de la division Ouest | 4-1 Aeros de Houston 3-4 Wolves de Chicago                     |
| 2008-2009 | 80 | 40 | 34 | 0  | 6   | 229 | 220 | 86  | 4e de la division Ouest | 0-4 Admirals de Milwaukee                                      |
| 2009-2010 | 80 | 44 | 30 | 3  | 3   | 226 | 226 | 94  | 3e Division Ouest       | 0-4 Stars du Texas                                             |
| 2010-2011 | 80 | 38 | 33 | 4  | 5   | 216 | 245 | 85  | 8e Division Ouest       | Non qualifiés                                                  |
| 2011-2012 | 76 | 35 | 32 | 2  | 7   | 207 | 228 | 79  | 5e Division Midwest     | Non qualifiés                                                  |
| 2012-2013 | 76 | 42 | 31 | 2  | 1   | 246 | 225 | 87  | 3e Division Midwest     | Non qualifiés                                                  |
| 2013-2014 | 76 | 35 | 32 | 5  | 4   | 234 | 262 | 79  | 4e division Midwest     | Non qualifiés                                                  |
| 2014-2015 | 76 | 46 | 23 | 5  | 2   | 222 | 180 | 99  | 2e division Midwest     | 3-0 Stars du Texas 1-4 Griffins de Grand Rapids                |
| 2015-2016 | 76 | 40 | 22 | 10 | 4   | 214 | 205 | 94  | 3e division Centrale    | 0-3 Monsters du lac Érié                                       |
| 2016-2017 | 76 | 25 | 39 | 9  | 3   | 175 | 246 | 62  | 8e division Centrale    | Non qualifiés                                                  |
| 2017-2018 | 76 | 40 | 28 | 4  | 4   | 239 | 234 | 88  | 4e division Centrale    | 3-0 Wolves de Chicago 4-0 Moose du Manitoba 2-4 Stars du Texas |
| 2018-2019 | 76 | 35 | 31 | 4  | 6   | 184 | 214 | 80  | 7e division Centrale    | Non qualifiés                                                  |
| 2019-2020 | 63 | 29 | 30 | 2  | 2   | 156 | 187 | 62  | 5e division Centrale    | Séries annulées à cause de la pandémie de Covid-19             |
| 2020-2021 | 32 | 12 | 19 | 1  | 0   | 89  | 115 | 25  | 6e division Centrale    | Séries annulées à cause de la pandémie .                       |
| 2021-2022 | 72 | 37 | 30 | 4  | 1   | 223 | 221 | 79  | 4e division Centrale    | 2-0 Stars du Texas 0-3 Wolves de Chicago                       |

## Personnalités

### Capitaines
- Jim Fahey (2007-2008)
- Tim Brent (2008-2009)
- Jake Dowell (2009-2010)
- Garnet Exelby (2010-2011)
- Brandon Segal (2011-2012)
- Martin St. Pierre (2012-2013)
- Jared Nightingale (2013-2014)
- Brandon Mashinter (2015-2016)
- Jake Dowell (2016-2017)
- Kris Versteeg (2019-2020)
- Garrett Mitchell (2020 - en cours)

### Entraîneurs
- Mike Haviland (2007-2008)
- Bill Peters (2008-2011)
- Ted Dent (2011-2017)
- Jeremy Colliton (2018-2019)
- Derek King (2018-2021)
- Anders Sörensen (Depuis 2021) [4]